# Gortyna flavoauratum
Gortyna flavoauratum är en fjärilsart som beskrevs av Tutt. Gortyna flavoauratum ingår i släktet Gortyna och familjen nattflyn. Inga underarter finns listade i Catalogue of Life.